# Leeuwarderadeel
Leeuwarderadeel (frizonă Ljouwerteradiel) este o comună în provincia Frizia, Țările de Jos. 

## Localități componente
Bartlehiem, Britsum, Cornjum, Finkum, Hijum, Jelsum, Oude Leije, Stiens.